# Orlando Etcheberrigaray
Orlando Etcheberrigaray Ríos (3 marzo 1933 – Olmué, 25 marzo 2017) è stato un cestista cileno.

## Carriera
Con il Cile ha disputato i Giochi olimpici di Melbourne 1956 e i Campionati del mondo del 1959.